# 19 Pułk Huzarów (Cesarstwo Niemieckie)
19 pułk huzarów (2 Saksoński)  (niem. Königlich Sächsisches 2. Husaren-Regiment Nr. 19 „Kronprinz Wilhelm des Deutschen Reiches und von Preußen“)  – pułk kawalerii niemieckiej okresu Cesarstwa Niemieckiego.

## Charakterystyka
Pułk został sformowany 30 lipca 1791. Stacjonował w Grimma . Wchodził w skład XIX Korpusu Armijnego .

 Wiosną 1914 był w strukturze 24 Brygady Kawalerii z 24 Dywizji Piechoty.
W wyniku mobilizacji, w sierpniu 1914 pułk osiągnął gotowość bojową i w składzie 40 Dywizji Piechoty z XIX Korpusu Armijnego został wysłany na front zachodni.

## Bibliografia

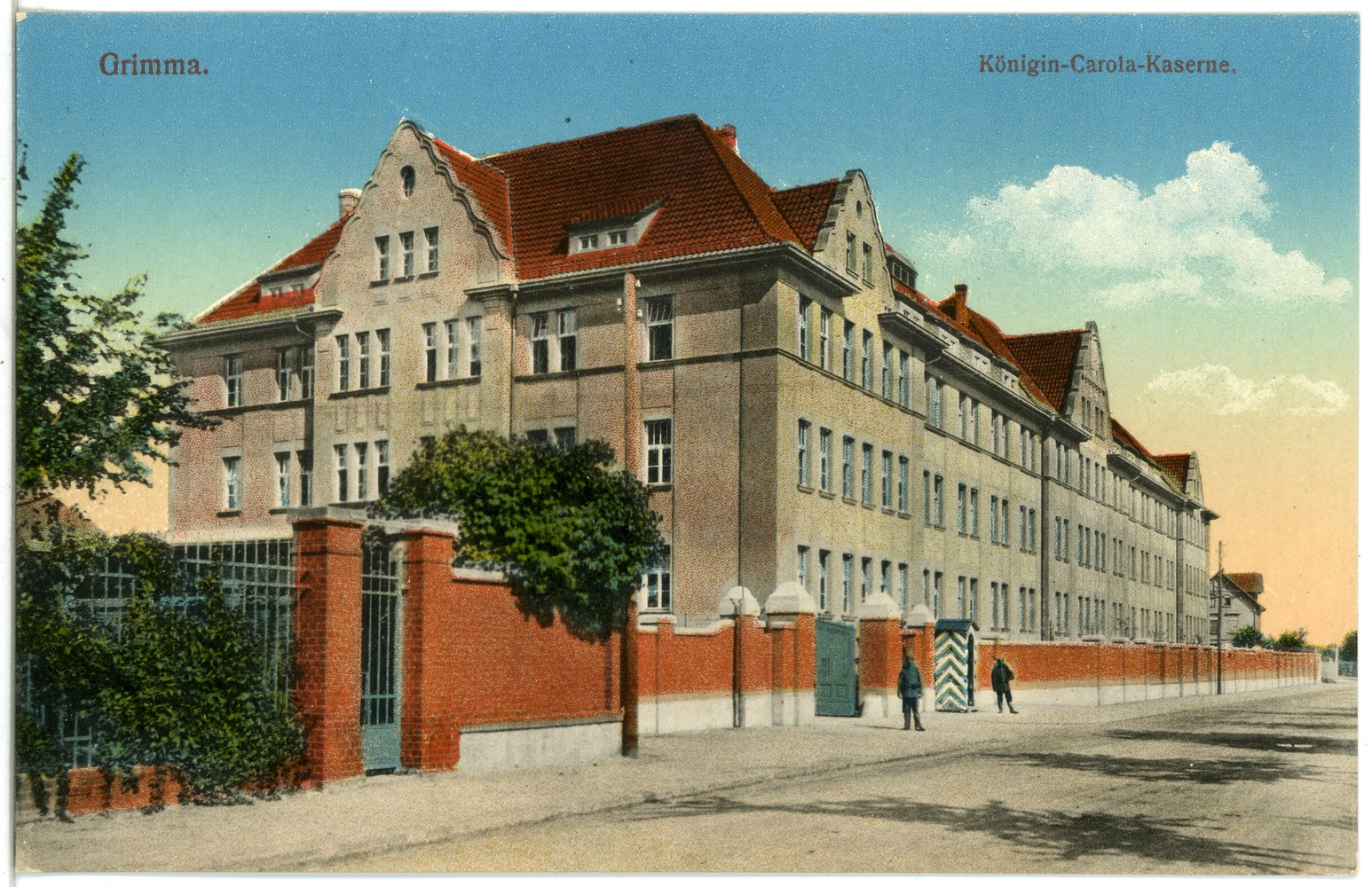
Koszary pułku